# Берімбау

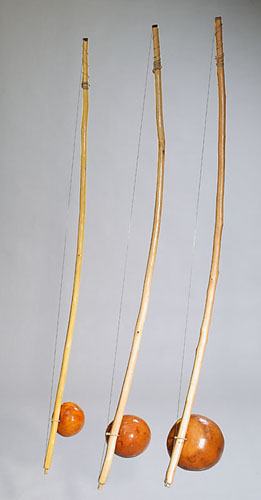
Три берімбау

Берімба́у, берімба́в (порт. berimbau, порт. вимова [beɾĩˈbaw]) — однострунний ударний музичний інструмент, родом з Бразилії. Початкове походження берімбау до кінця не з'ясовано, але найімовірніше він має африканські корені. Берімбау тісно пов'язаний з бразильським бойовим мистецтвом капоейра, також є частиною традицій Кандобле.
Послухати звучання берімбау можна тут:  Ритм Ангола (у форматі ogg, 17 секунд, 174KB).

## Конструкція
Берімбау складається з дерев'яної палки (порт. verga — традиційно виготовляють з берімби, дерева що росте в Бразилії), зазвичай довжиною до півтора метра, і зі сталевої струни (порт. arame — часто вирізають з корду автомобільної покришки) що натягнута між кінцями верги. В ролі резонатора використовують кабасу (порт. cabaça — висушений пляшковий гарбуз, обрізаний з одного кінця), яку прикріплюють до верги і струни з нижньої частини берімбау.
З 1950-тих років в моду входить розфарбовування берімбау в яскраві кольори.
Для того, щоб грати на берімбау, його беруть в одну руку так, щоб мізинець проходив під мотузком (на мізинець припадає значна частина ваги інструмента), до якого прикріплена кабаса, а середній і безіменний палець тримають вергу. Між вказівним і великим пальцем тієї ж руки затискають камінчик або монету (порт. dobrão, moeda, pedra). Руку тримають так, щоб кабаса перебувала навпроти живота або грудей музики. В іншу руку беруть невелику паличку (порт. baqueta — зазвичай дерев'яна, дуже рідко металева), а іноді ще й кашіші (порт. caxixí — невеликий плетений кошик наповнений квасолею чи горохом, при струшуванні видає характерний шарудливий звук). При ударі бакетою по струні, берімбау видає звук. Шарудіння кашіші доповнює звучання інструмента, а притискуючи добрао до струни чи відпускаючи від неї, музикант змінює тональність берімбау. Звук також змінюється при підведенні кабаси до живота (грудей) музики.

### Частини берімбау

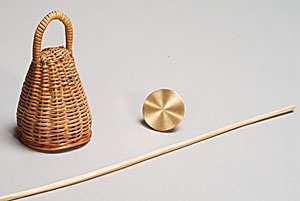
кашіші, бакета і добрао

Берімбау складається з таких частин:
- Вер́га (порт. verga) — дерев'яна палка, що є основною частиною інструмента.
- Ара́ме (порт. arame) — сталева струна.
- Каба́са (порт. cabaça) — висушена очищена тиква з отвором, використовується як резонатор.
- Добра́о (порт. dobrão) — невеликий камінчик або монета, яким натискають на струну, змінюючи звучання берімбау.
- Баке́та (порт. baqueta) — паличка, якою б'ють по струні.
- Кашіші́ (порт. caxixí) — маленький плетений кошик з насінням квасолі чи гороху.

## Класифікація берімбау
Капоейристи поділяють берімбау на три типи:
- Ґу́нґа (порт. gunga) — найнижча за звучанням, зазвичай має найбільшу кабасу.
- Ме́джіо (порт. médio) — середня за звучанням.
- Віо́ла (порт. viola) — найвище звучання.

Приналежність до того чи іншого типу залежить від висоти звуку інструмента, а не від його фізичних розмірів, хоча, як правило, ґунґа більша за меджіо, а меджіо більша за віолу.

## Звук
Під час гри в капоейрі використовують три звуки берімбау: відкритий, закритий і шарудіння.
Відкритий звук досягається ударом бакетою по струні, коли добрао не торкається струни. Закритий звук отримують при сильно притиснутому до струни добрао (берімбау звучить вище). Звук шарудіння виходить тоді, коли добрао ледь притуляється до струни.